# Comarca de Sahagún
La comarca de Sahagún és una comarca situada al sud-est de la província de Lleó, que forma part de la Tierra de Campos i està formada per 98 pobles, pertanyents al partit judicial de Sahagún; entre altres municipis, també en formen part Carrizo de la Ribera, Castrotierra de Valmadrigal, Valdemora, Valverde-Enrique, Villanueva de las Manzanas i Santas Martas.

## Pobles per ordre alfabètic
| Número | Nom                           | Ajuntament                    |
| ------ | ----------------------------- | ----------------------------- |
| 1.     | Aldea del Puente              | Valdepolo                     |
| 2.     | Almanza                       | Almanza                       |
| 3.     | Arcayos                       | Villaselán                    |
| 4.     | Arenillas de Valderaduey      | Sahagún                       |
| 5.     | Banecidas                     | Santa María del Monte de Cea  |
| 6.     | Bercianos del Real Camino     | Bercianos del Real Camino     |
| 7.     | Bustillo de Cea               | Saelices del Río              |
| 8.     | Cabrera de Almanza            | Vega de Almanza               |
| 9.     | Calaveras de Abajo            | Almanza                       |
| 10.    | Calaveras de Arriba           | Vega de Almanza               |
| 11.    | Calzada del Coto              | Calzada del Coto              |
| 12.    | Calzadilla de los Hermanillos | El Burgo Ranero               |
| 13.    | Canalejas                     | Almanza                       |
| 14.    | Carbajal de Valderaduey       | Villazanzo de Valderaduey     |
| 15.    | Carrizal de Almanza           | Vega de Almanza               |
| 16.    | Castellanos                   | Santa María del Monte de Cea  |
| 17.    | Castrillo de Valderaduey      | Villazanzo de Valderaduey     |
| 18.    | Castroañe                     | Villaselán                    |
| 19.    | Castromudarra                 | Almanza                       |
| 20.    | Castrotierra de Valmadrigal   | Castrotierra de Valmadrigal   |
| 21.    | Cea                           | Cea                           |
| 22.    | Cebanico                      | Cebanico                      |
| 23.    | Celada de Cea                 | Sahagún                       |
| 24.    | Codornillos                   | Calzada del Coto              |
| 25.    | Corcos                        | Cebanico                      |
| 26.    | Cubillas de Rueda             | Cubillas de Rueda             |
| 27.    | El Burgo Ranero               | El Burgo Ranero               |
| 28.    | Escobar de Campos             | Escobar de Campos             |
| 29.    | Espinosa de Almanza           | Vega de Almanza               |
| 30.    | Galleguillos de Campos        | Sahagún                       |
| 31.    | Gordaliza del Pino            | Gordaliza del Pino            |
| 32.    | Grajal de Campos              | Grajal de Campos              |
| 33.    | Grajalejo de las Matas        | Villamoratiel de las Matas    |
| 34.    | Herreros de Rueda             | Cubillas de Rueda             |
| 35.    | Joara                         | Sahagún                       |
| 36.    | Joarilla de las Matas         | Joarilla de las Matas         |
| 37.    | La Riba                       | Cebanico                      |
| 38.    | Las Grañeras                  | El Burgo Ranero               |
| 39.    | Llamas de Rueda               | Cubillas de Rueda             |
| 40.    | Matallana de Valmadrigal      | Santa Cristina de Valmadrigal |
| 41.    | Mondreganes                   | Cebanico                      |
| 42.    | Mozos de Cea                  | Villazanzo de Valderaduey     |
| 43.    | Palacios                      | Cubillas de Rueda             |
| 44.    | Puente Almuhey                | Vega de Almanza               |
| 45.    | Quintana de Rueda             | Valdepolo                     |
| 46.    | Quintana del Monte            | Valdepolo                     |
| 47.    | Quintanilla de Almanza        | Cebanico                      |
| 48.    | Quintanilla de Rueda          | Cubillas de Rueda             |
| 49.    | Renedo de Valderaduey         | Villazanzo de Valderaduey     |
| 50.    | Riosequillo                   | Sahagún                       |
| 51.    | Saelices del Payuelo          | Valdepolo                     |
| 52.    | Saelices del Río              | Saelices del Río              |
| 53.    | Sahagún                       | Sahagún                       |
| 54.    | Sahechores de Rueda           | Cubillas de Rueda             |
| 55.    | San Cipriano de Rueda         | Cubillas de Rueda             |
| 56.    | San Martín de la Cueza        | Sahagún                       |
| 57.    | San Miguel de Montañán        | Joarilla de las Matas         |
| 58.    | San Pedro de las Dueñas       | Sahagún                       |
| 59.    | San Pedro de Valderaduey      | Cea                           |
| 60.    | Santa Cristina de Valmadrigal | Santa Cristina de Valmadrigal |
| 61.    | Santa María del Monte de Cea  | Santa María del Monte de Cea  |
| 62.    | Santa Maria del Río           | Villaselán                    |
| 63.    | Santa Olaja de la Acción      | Cebanico                      |
| 64.    | Sotillo de Cea                | Sahagún                       |
| 65.    | Valcuende                     | Vega de Almanza               |
| 66.    | Valdavida                     | Villaselan                    |
| 67.    | Valdepolo                     | Valdepolo                     |
| 68.    | Valdescapa de Cea             | Villazanzo de Valderaduey     |
| 69.    | Valdespino Vaca               | Joarilla de las Matas         |
| 70.    | Valle de las Casas            | Cebanico                      |
| 71.    | Vallecillo                    | Vallecillo                    |
| 72.    | Vega de Almanza               | Vega de Almanza               |
| 73.    | Vega de Monasterio            | Cubillas de Rueda             |
| 74.    | Velilla de Valderaduey        | Villazanzo de Valderaduey     |
| 75.    | Villacalabuey                 | Villamol                      |
| 76.    | Villacerán                    | Villaselan                    |
| 77.    | Villacintor                   | Santa María del Monte de Cea  |
| 78.    | Villadiego de Cea             | Villazanzo de Valderaduey     |
| 79.    | Villahibiera                  | Valdepolo                     |
| 80.    | Villalebrín                   | Sahagún                       |
| 81.    | Villalmán                     | Sahagún                       |
| 82.    | Villalquite                   | Valdepolo                     |
| 83.    | Villamartín de Don Sancho     | Villamartín de Don Sancho     |
| 84.    | Villamizar                    | Santa María del Monte de Cea  |
| 85.    | Villamol                      | Villamol                      |
| 86.    | Villamondrín de Rueda         | Valdepolo                     |
| 87.    | Villamoratiel de las Matas    | Villamoratiel de las Matas    |
| 88.    | Villamorisca                  | Vega de Almanza               |
| 89.    | Villamuñío                    | El Burgo Ranero               |
| 90.    | Villapadierna                 | Cubillas de Rueda             |
| 91.    | Villapeceñil                  | Villamol                      |
| 92.    | Villaselán                    | Villaselán                    |
| 93.    | Villavelasco de Valderaduey   | Villazanzo de Valderaduey     |
| 94.    | Villaverde de Arcayos         | Almanza                       |
| 95.    | Villaverde la Chiquita        | Valdepolo                     |
| 96.    | Villazán                      | Sahagún                       |
| 97.    | Villazanzo de Valderaduey     | Villazanzo de Valderaduey     |
| 98.    | Villeza                       | Vallecillo                    |